# Apaloide
O cargueiro  Apalóide  foi um navio mercante brasileiro afundado em 22 de novembro de 1942, pelo submarino alemão U-163, no Atlântico Norte, a leste das Pequenas Antilhas.
Foi o vigésimo-sexto navio brasileiro atacado na Segunda Guerra, o quinto, desde a declaração de guerra ao Eixo, em agosto, e o último a ser afundado naquele ano. Foram mortos cinco tripulantes.

## O navio e sua história
Fora construído em 1917, nos estaleiros da Helsingors Jernskibs Og Maskinbyggeri A/S, na cidade de Helsingor, na Dinamarca. Completado em julho daquele ano, foi entregue à Det Forenede Dampskibs Selskab (DFDS), de Copenhague, sob o nome Nevada.
Possuía 110,3 metros de comprimento, 15,3 metros de largura e 7,22 metros decalado. Feito com casco de aço, possuía 3.766 toneladas de arqueação bruta, propelidas por um motor de tripla expansão, com uma potência nominal de 237 HP,  a vapor, acoplado a uma hélice, fazendo-o alcançar entre 8 e 10 nós.
Por ocasião da invasão da Dinamarca, em 1940, pelas forças da Alemanha, estabeleceu-se no país um governo fantoche alinhado com o Eixo, tal qual acontecera na França. Assim, todos os navios dinamarqueses que se encontravam no Brasil e em países aliados, foram aprisionados, ou mantidos sob custódia.
Com o afundamento sistemático dos navios mercantes brasileiros, o Nevada, que se encontrava retido no porto de Santos havia quase dois anos, uma vez que não poderia voltar a seu país de origem, dado o bloqueio navio britânico, foi formalmente confiscado pelo governo brasileiro em 26 de fevereiro de 1942, e rebatizado de Apalóide, passando sua propriedade para o Lloyd Brasileiro.
Rearmado e com tripulação brasileira, o navio logo foi colocado nas rotas vitais de abastecimento entre o Brasil e os Estados Unidos.

## O afundamento
O navio, comandado pelo Capitão-de-Longo-Curso José dos Santos Silva e com 56 tripulantes a bordo, partira do porto de Recife, rumo a Nova York, com escalas em Belém e na ilha de Trinidad e Tobago, carregando 3.500 toneladas de café, óleo de mamona e produtos diversos
Acompanhava o comboio BRN-3, do qual se dispersou em águas a leste das Pequenas Antilhas, em direção ao seu destino final, numa região infestada de submarinos hostis.
Assim, na tarde do dia 22 de novembro (22:17 pelo Horário da Europa Central), o U-163, comandado pelo Capitão-de-Corveta Kurt Edward Engelmann, tido como um dos mais eficientes comandantes da marinha alemã, atacou o Apalóide sem aviso, disparando dois torpedos, dos quais um atingiu o navio a meia-nau, por bombordo, que rapidamente adernou e afundou
O carvoeiro Jaime de Castro, que falava vários idiomas, foi chamado a bordo do u-boot para ser interrogado. Dos dois escaleres arriados, um foi recolhido pelo navio inglês Leeds City, às 23h do dia 28, e o outro por um mercante, também inglês. Para aumentar o pânico dos náufragos o capitão do submarino, consentiu que seus homens abrissem fogo com metralhadoras para intimidar a tripulação já nas baleeiras, após o interrogatório.
Da tripulação de 57 homens, cinco morreram: quatro no torpedeamento e um, vítima de queimaduras num hospital em Barbados.
Faziam parte da tripulação José Coutinho Filho, com posto de imediato e Raymundo Nonato Cordeiro de Oliveira, no posto de primeiro piloto. Ambos foram recolhidos pelo navio inglês. Estavam numa das baleeiras e sua condição foi escondida até verificarem que estavam sendo salvos por aliados. Parte desta história está contida no livro A Clandestina, de Daisy Lucas.